# Terebra fijiensis
Terebra fijiensis é uma espécie de gastrópode do gênero Terebra, pertencente a família Terebridae.

## Descrição
O comprimento da casca varia entre 20mm a 45 mm.

## Distribuição
Esta espécie marinha ocorre perto de Filipinas e as Ilhas Fiji.